# Хрипель, Геннадий Тимофеевич
Генна́дий Тимофе́евич Хри́пель (12 апреля 1949, Чудово, Новгородская область — 1 апреля 2024) — российский политик, член Совета Федерации Федерального Собрания РФ (1996—2007). Представлял в СФ Законодательное Собрание Вологодской области. Заслуженный юрист Российской Федерации.

## Биография
Родился 12 апреля 1949 года в городе Чудово Новгородской области.
После окончания школы, в 1966 году, пошёл работать электромонтером на Сухонский целлюлозно-бумажный комбинат.
С 1968 по 1970 год Геннадий Тимофеевич служил в рядах Советской Армии. Отслужив в армии, он вернулся на комбинат и продолжил работу электромонтера.
В 1974 году Г. Т. Хрипель стал главным инженером Сокольского хлебоприемного предприятия.
В 1978 году окончил Харьковский юридический институт им. Ф. Э. Дзержинского по специальности «юрист» (без отрыва от производства).
С 1977 по 1989 год работал следователем Сокольской межрайонной прокуратуры, затем прокурором Вашкинского и Бабаевского районов Вологодской области.
С 1989 по 1990 год был первым секретарём Бабаевского райкома КПСС.
В 2006—2009 годах был председателем Совета регионального отделения партии «Справедливая Россия» в Вологодской области.
Был женат, имел двоих детей.
Умер 1 апреля 2024 года. Причина смерти не разглашалась. Церемония прощания состоялась 4 апреля 2024 года в «Русском доме» в Вологде. Похоронен на Аллее почётных граждан на Пошехонском кладбище Вологды.

## Карьера в политике

### Законодательное Собрание Вологодской области
В 1990—1991 годах работал в должности заместителя председателя, а в 1993—1994 годах — в должности председателя Вологодского областного совета народных депутатов.
На выборах 20 марта 1994 года избран депутатом Законодательного Собрания области по Никольскому избирательному округу № 12, в апреле этого же года — путём тайного голосования председателем Законодательного Собрания области.
19 ноября 1994 года был избран первым в истории председателем Парламентской ассамблеи Северо-Запада России, созданной по инициативе Законодательного Собрания Вологодской области.
В сентябре 1995 года подал в отставку с поста председателя Законодательного Собрания области, в феврале 1996 года вновь избран на этот пост.
На выборах 22 марта 1998 года вновь избран депутатом Законодательного Собрания области по Центральному избирательному округу № 1 города Вологды, 15 апреля этого же года на организационной сессии снова избран председателем Законодательного Собрания Вологодской области.
В декабре 2001 года сложил полномочия депутата и председателя Законодательного Собрания Вологодской области в связи с продолжением работы в качестве его представителя в Совете Федерации Федерального Собрания РФ.

### Совет Федерации
В январе 1996 года стал членом Совета Федерации РФ по должности.
В марте 1996 года стал членом Комитета СФ по международным делам.
20 декабря 2001 года был избран членом Совета Федерации от Законодательного Собрания Вологодской области.
С января по октябрь 2002 года был членом Комитета СФ по международным делам, с октября 2002 года — заместитель председателя Комитета СФ по международным делам, с октября 2006 года — член Комиссии СФ по национальной морской политике.

### Снова Законодательное Собрание Вологодской области
На выборах 11 марта 2007 года избран депутатом Законодательного Собрания области по областному избирательному округу от «Регионального отделения Политической партии „Справедливая Россия: Родина /Пенсионеры/ Жизнь“ в Вологодской области».
На организационной сессии Законодательного Собрания области 4 апреля 2007 года утвержден членом постоянного комитета по бюджету и налогам.
На выборах в ЗакС осенью 2011 года выдвигать свою кандидатуру не стал.

## Награды
Награждён медалью «За воинскую доблесть».